# Pabu
 Pabu  (también así en bretón) es una comuna y población de Francia, en la región de Bretaña, departamento de Côtes-d'Armor, en el distrito y cantón de Guingamp.
Está integrada en la Communauté de communes de Guingamp .

## Demografía
Su población en el censo de 1999 era de 2675 habitantes. Forma parte de la aglomeración urbana de Guingamp.
| 2279 | 932 | 857 | 913 | 1080 | 1063 | 1093 | 1087 | 1084 | 1087 | 1148 | 1054 | 1089 | 979 | 934 | 971 | 965 | 917 | 894 | 939 | 862 | 891 | 1031 | 1359 | 1318 | 1540 | 1592 | 1739 | 2452 | 2871 | 2772 | 2675 | 2832 |
| Para los censos de 1962 a 1999 la población legal corresponde a la población sin duplicidades (Fuente: INSEE [Consultar]) |     |     |     |      |      |      |      |      |      |      |      |      |     |     |     |     |     |     |     |     |     |      |      |      |      |      |      |      |      |      |      |      |